# 1998년 칸 영화제
제51회 칸 영화제는 1998년 5월 13일부터 1998년 5월 24일까지 열린 영화제이다.

## 수상

### 황금종려상
- 영원과 하루 - 테오도로스 앙겔로플로스 수상
- 클레어 돌란 - 로즈 H. 케리건
- 내 이름은 조 - 케네스 로치

### 심사위원대상
- 인생은 아름다워 - 로베르토 베니니 수상

### 감독상
- 장군 - 존 부어만 수상

### 각본상
- 바보 헨리 - 할 하틀리 수상

### 천사들이 꿈꾸는 세상
- 엘로디 부셰즈 수상

- 나타샤 레그니어 수상

### 남우주연상
- 내 이름은 조 - 피터 뮬란 수상

### 예술공로상
- 벨벳 골드마인 - 토드 헤인즈 수상

### 심사위원특별상
- 셀레브레이션 - 토마스 빈터베르그 수상
- 겨울 학교 - 끌로드 밀러 수상

### 기술대상
- 탱고 - 비토리오 스토라로 수상

### 감독주간
- 아름다운 시절 - 이광모

### 주목할 만한 시선
- 강원도의 힘 - 홍상수